# Claudie Clèves
Claudie Clèves, pseudonimo di Alice Perrier (Oulchy-le-Château, 7 settembre 1905 – Montreuil, 3 marzo 1996), è stata un'attrice e sceneggiatrice francese.
Ha avuto negli anni trenta una breve esperienza come attrice cinematografica e più tardi come sceneggiatrice, ma è maggiormente conosciuta come seconda moglie dello sceneggiatore Charles Spaak e madre delle attrici Agnès e Catherine Spaak.

## Filmografia

### Cinema
- Tout pour l'amour, regia di Henri-Georges Clouzot e Joe May (1933)
- Rothchild, regia di Marco de Gastyne (1933)
- La petite sauvage, regia di Jean de Limur (1935)

### Cortometraggi
- Un coup manqué, regia di Marco de Gastyne (1932)
- Les ruines de Gallefontaine, regia di Marco de Gastyne (1932)
- Le chimpanzé, regia di Marco de Gastyne (1932)
- Coups de bourse, regia di Marco de Gastyne (1932)
- Une fine partie, regia di Marco de Gastyne (1933)
- Claudie dompteuse, regia di Marco de Gastyne (1933)
- Vas-y, tue-moi!, regia di Marco de Gastyne (1935)